# Susan Roberts
Susan Roberts   (Johannesburg, 21 d'abril de 1939) és una nedadora sud-africana, ja retirada, especialista en estil lliure, que va competir durant la dècada de 1950.
El 1956 va prendre part en els Jocs Olímpics d'Estiu de Melbourne, on va disputar tres proves del programa de natació. Va guanyar la medalla de bronze en els 4x100 metres lliures, formant equip amb Natalie Myburgh, Moira Abernethy i Jeanette Myburgh, mentre en els 100 i 400 metres lliures quedà eliminada en sèries.
Va disputar els Jocs de l'Imperi Britànic i de la Comunitat de 1958 i va guanyar el campionat nacional de les 880 iardes de 1956. Entre 1955 i 1958 guanyà diversos campionats del Transvaal i sud-africans, alhora que establí diversos rècords nacionals.